# Washington Court House (Ohio)
Washington Court House es una ciudad ubicada en el condado de Fayette en el estado estadounidense de Ohio. En el Censo de 2010 tenía una población de 14192 habitantes y una densidad poblacional de 622,75 personas por km².

## Geografía
Washington Court House se encuentra ubicada en las coordenadas 39°32′20″N 83°25′41″O / 39.53889, -83.42806. Según la Oficina del Censo de los Estados Unidos, Washington Court House tiene una superficie total de 22.79 km², de la cual 22.63 km² corresponden a tierra firme y (0.68%) 0.16 km² es agua.

## Demografía
Según el censo de 2010, había 14192 personas residiendo en Washington Court House. La densidad de población era de 622,75 hab./km². De los 14192 habitantes, Washington Court House estaba compuesto por el 93.5% blancos, el 2.71% eran afroamericanos, el 0.27% eran amerindios, el 0.75% eran asiáticos, el 0.01% eran isleños del Pacífico, el 0.62% eran de otras razas y el 2.14% pertenecían a dos o más razas. Del total de la población el 1.81% eran hispanos o latinos de cualquier raza.